# Marzena Szmyt
Marzena Szmyt (ur. 24 kwietnia 1961 w Gostyniu) – polska archeolog, profesor nauk humanistycznych. Specjalizuje się w pradziejach pogranicza Europy Zachodniej i Wschodniej. Od 2008 dyrektor Muzeum Archeologicznego w Poznaniu.

## Życiorys
Stopień doktorski uzyskała w 1994 na podstawie pracy pt. Rozwój społeczeństw kultury amfor kulistych na Kujawach (promotorem był prof. Aleksander Kośko). Habilitowała się w 2001 na podstawie oceny dorobku naukowego i rozprawy pt. Między zachodem i wschodem. Ludność kultury amfor kulistych w Europie Wschodniej: 2950-2350 BC. 14 sierpnia 2014 roku decyzją prezydenta RP otrzymała tytuł naukowy profesora. Profesor na Wydziale Archeologii Uniwersytetu im. Adama Mickiewicza w Poznaniu.